# Pyrrosia
Pyrrosia är ett släkte av stensöteväxter. Pyrrosia ingår i familjen Polypodiaceae.

## Bildgalleri

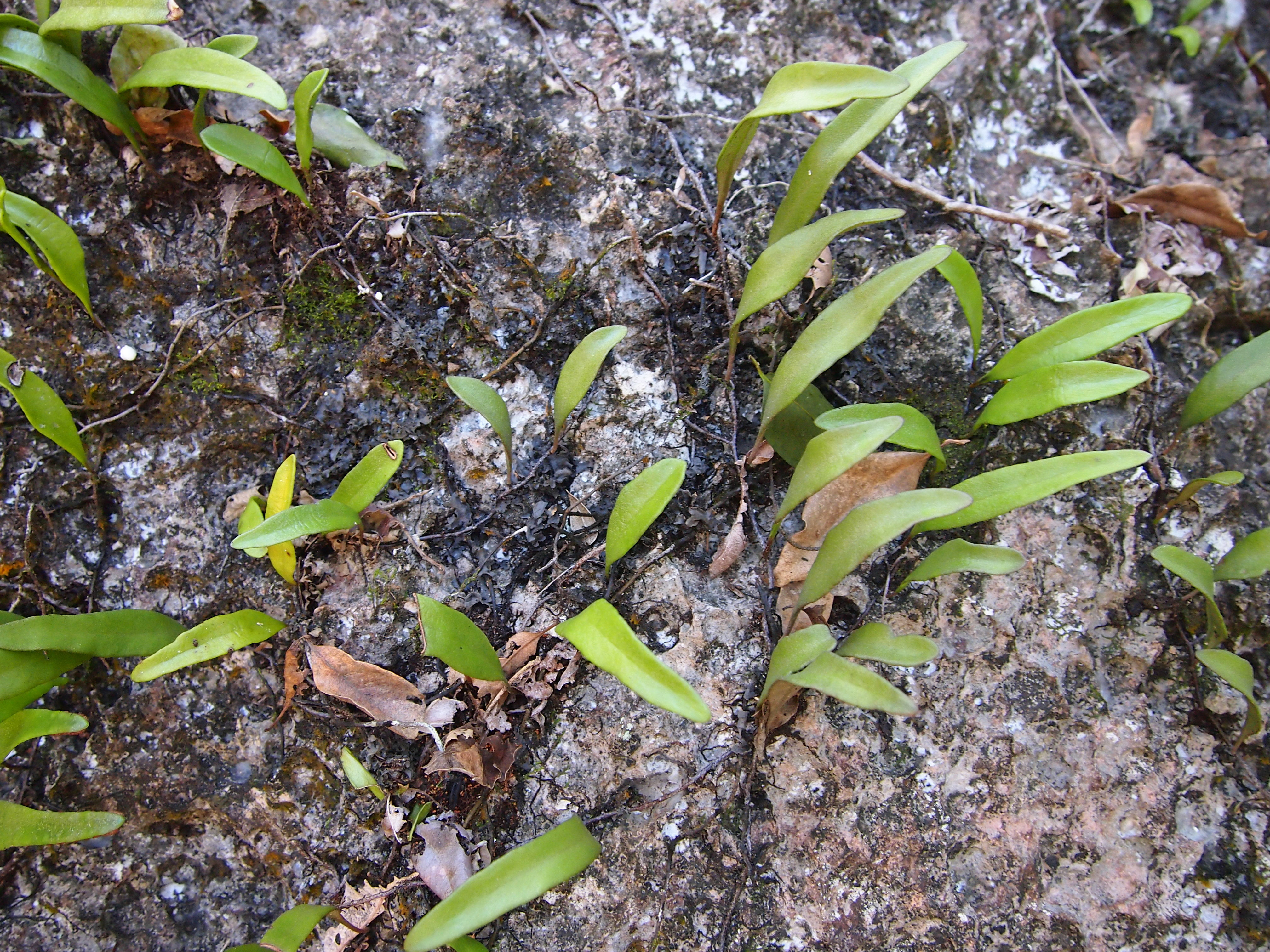
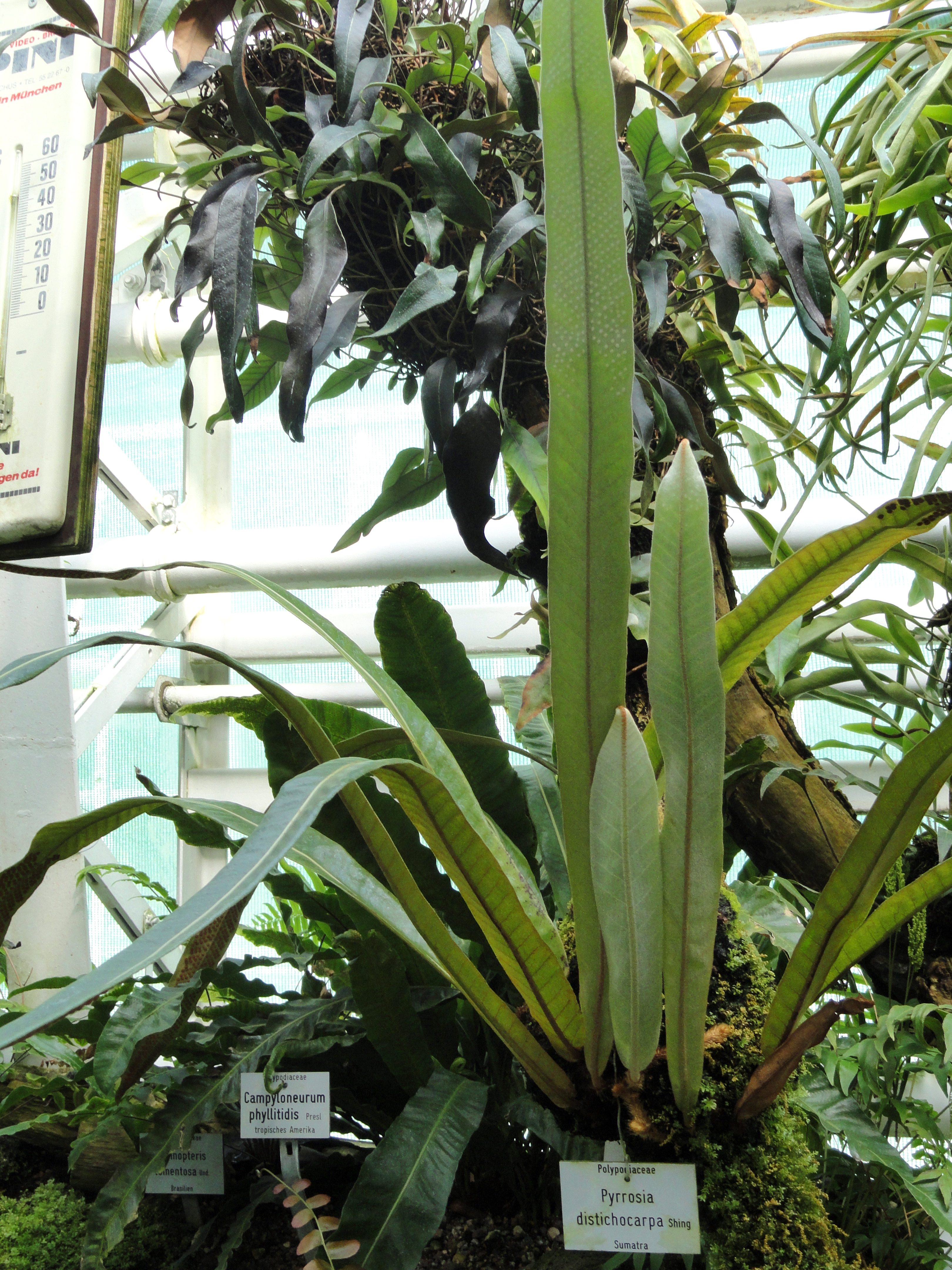
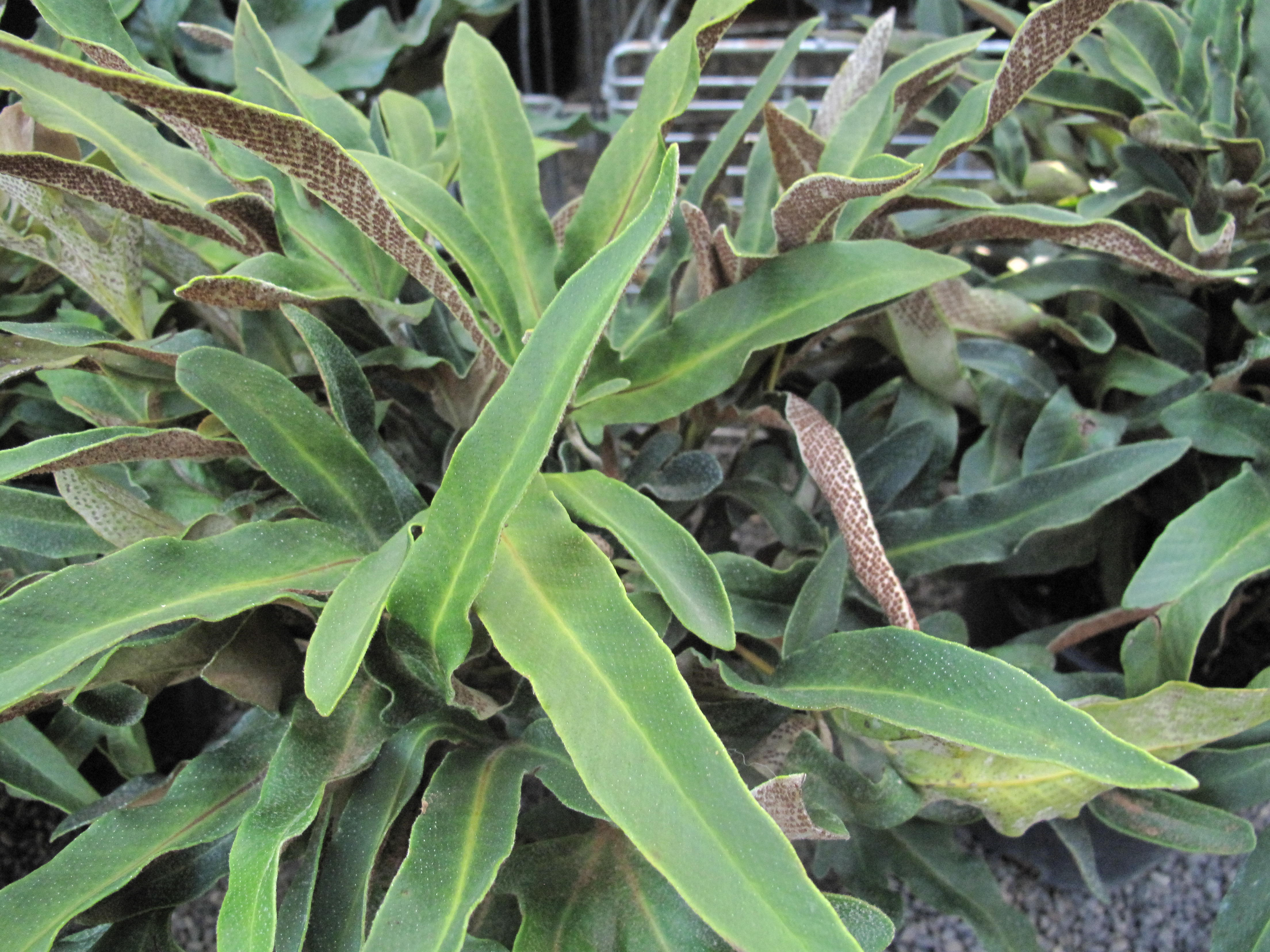
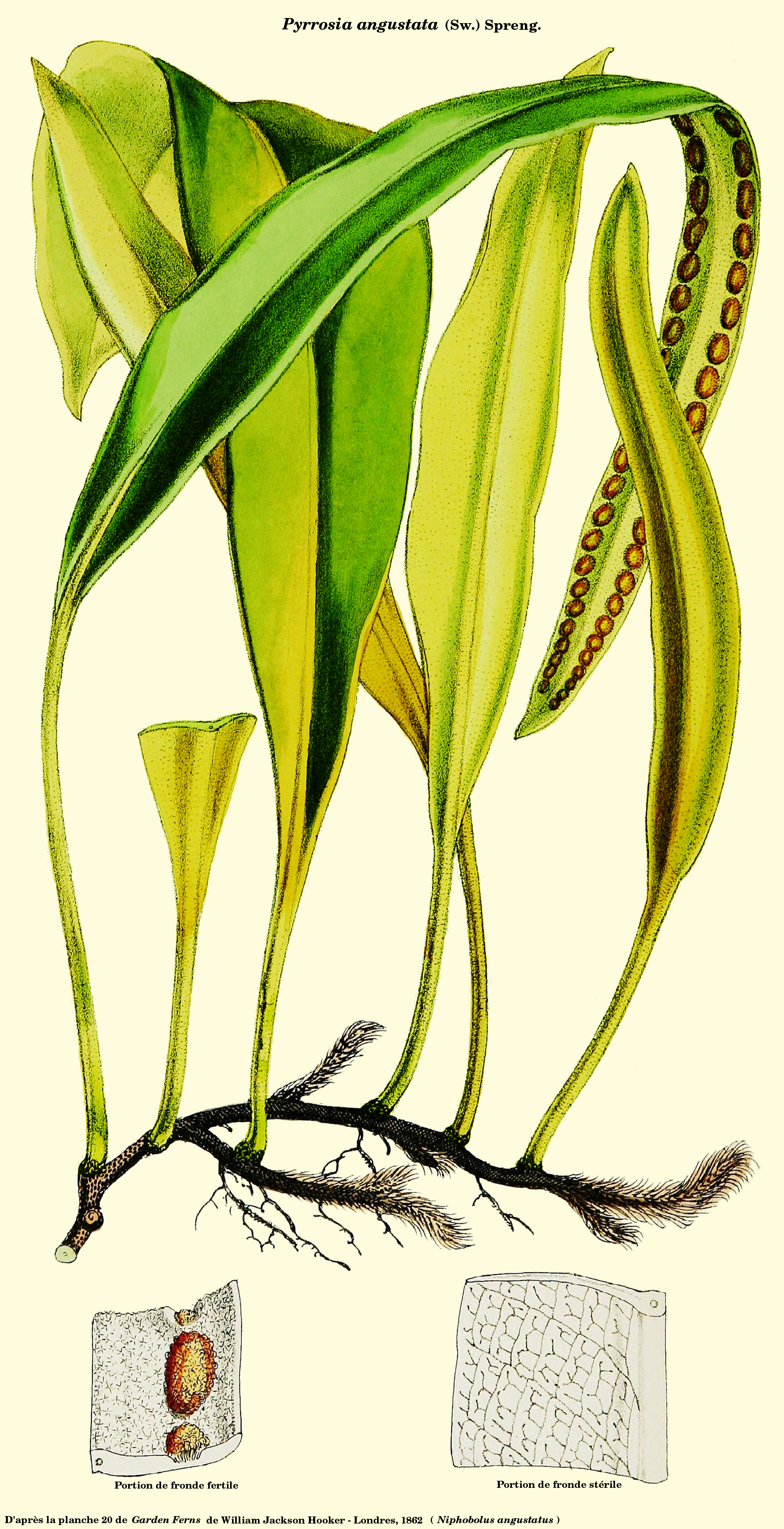
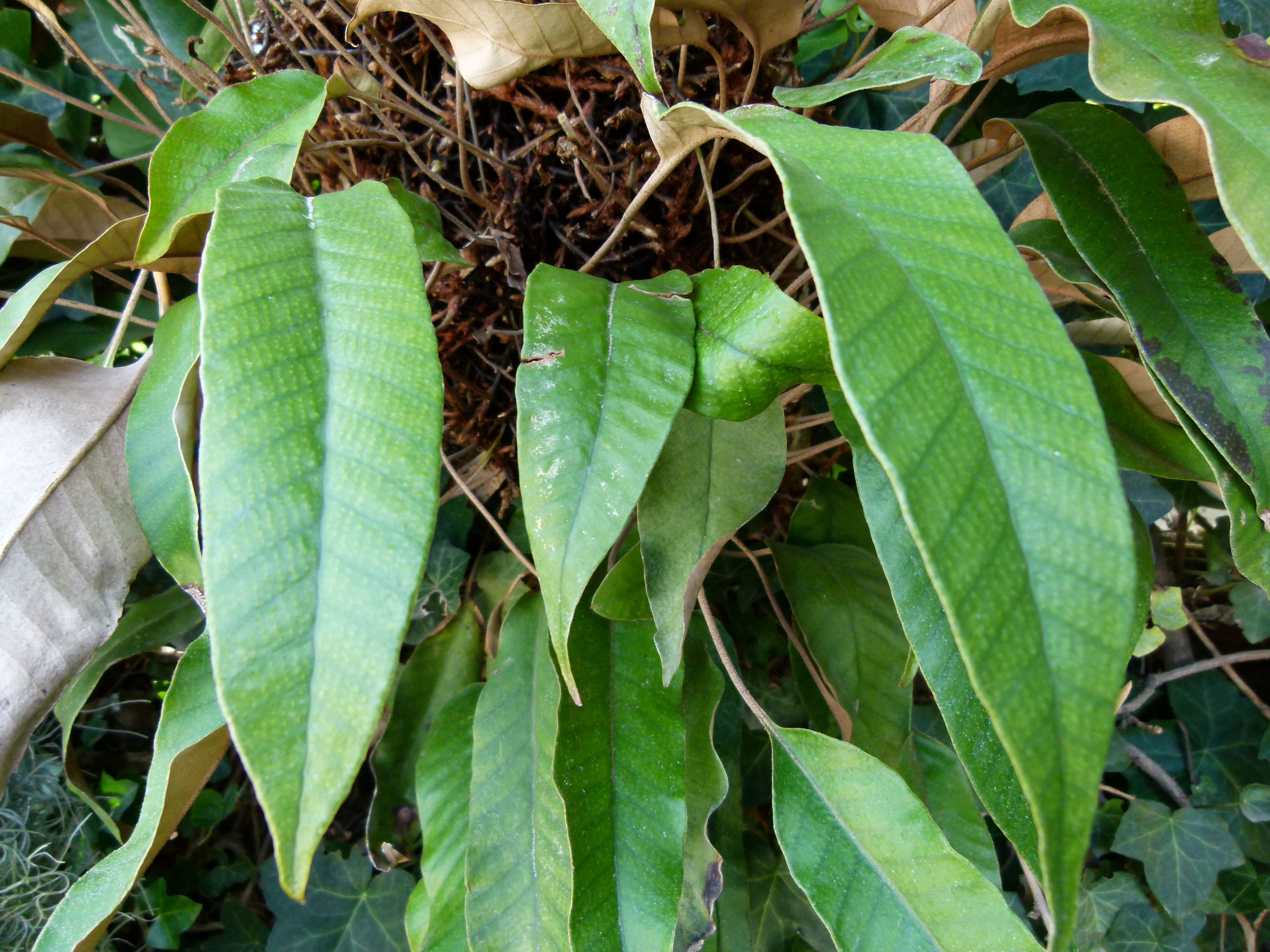
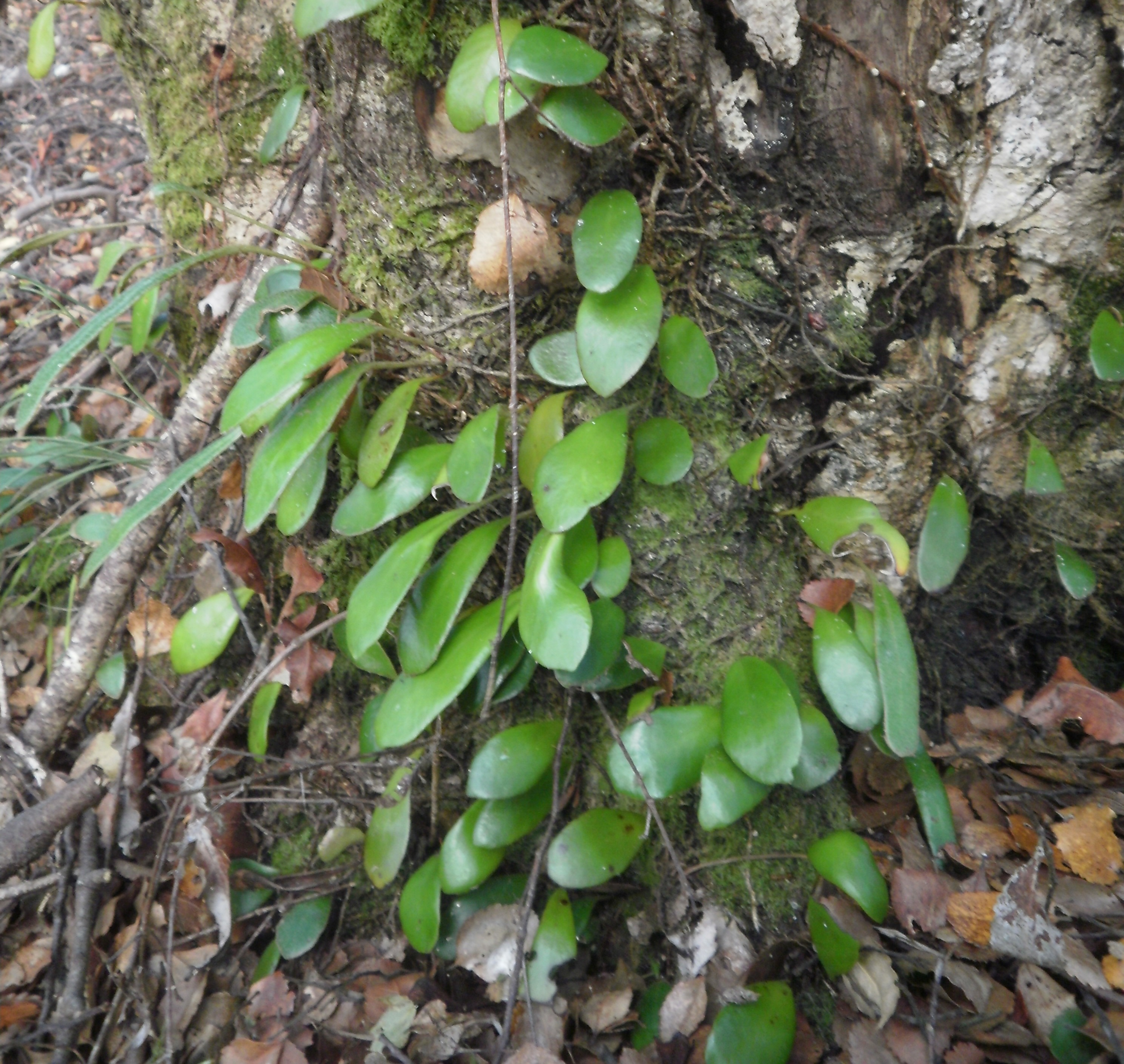
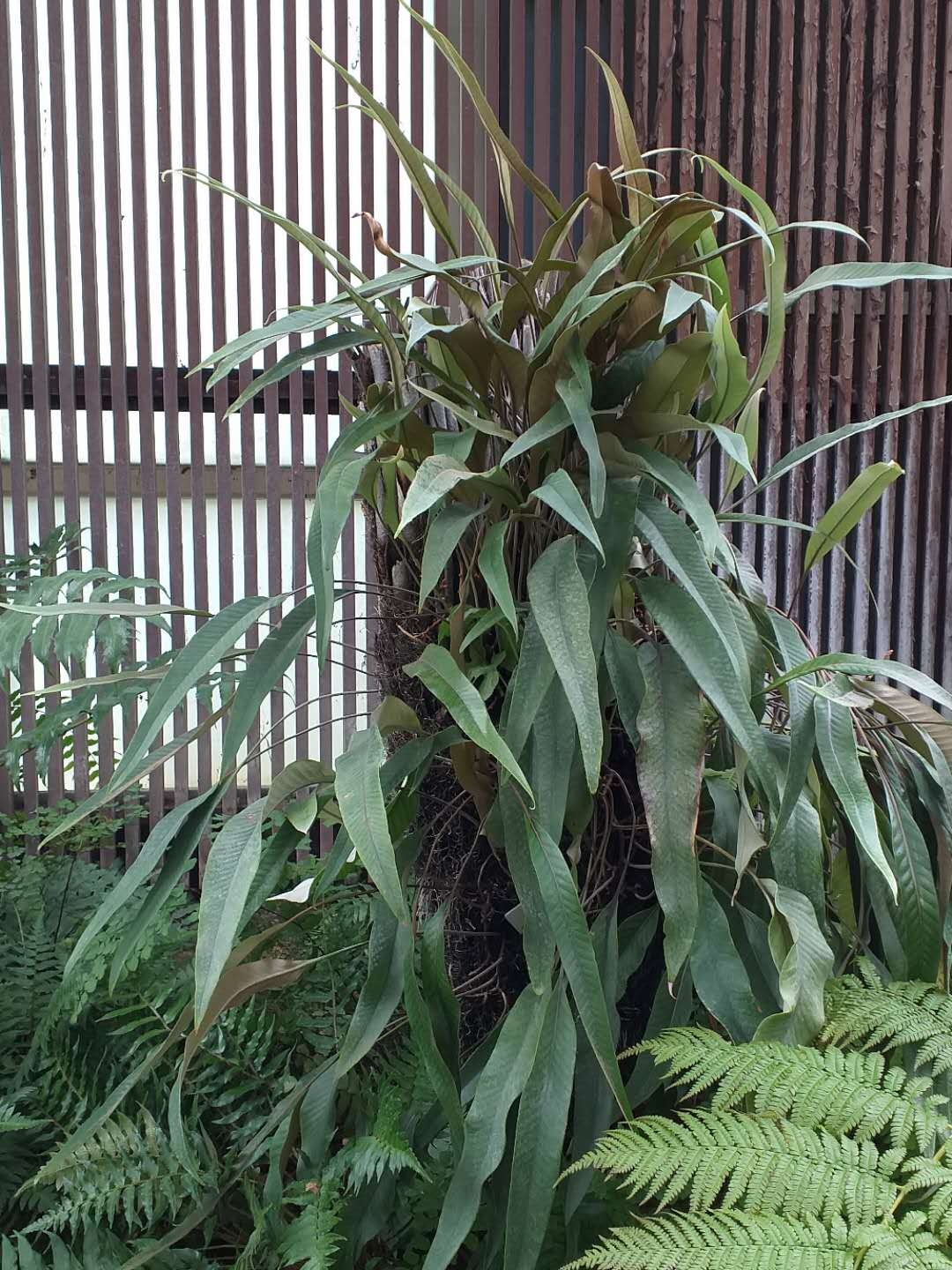
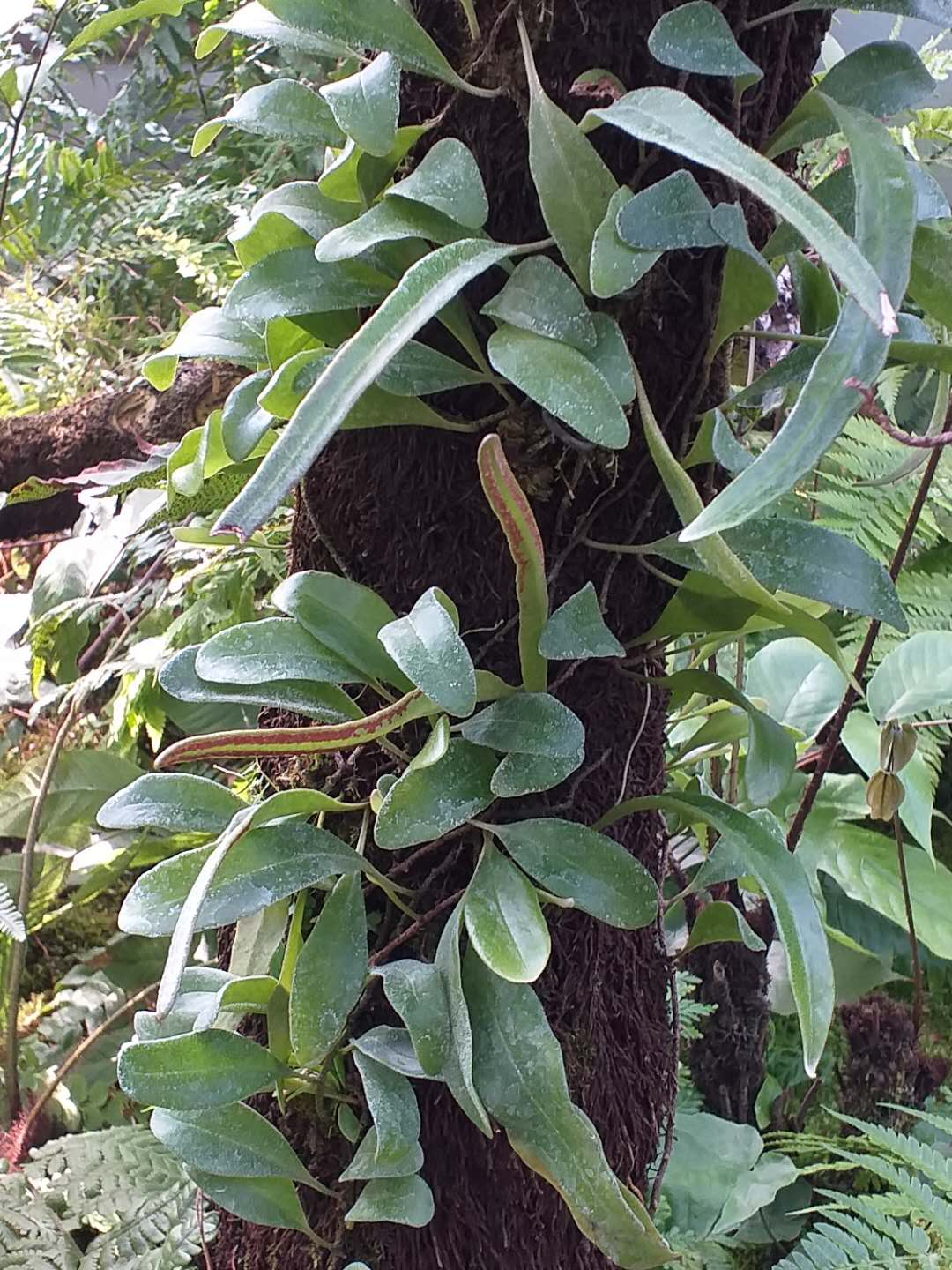
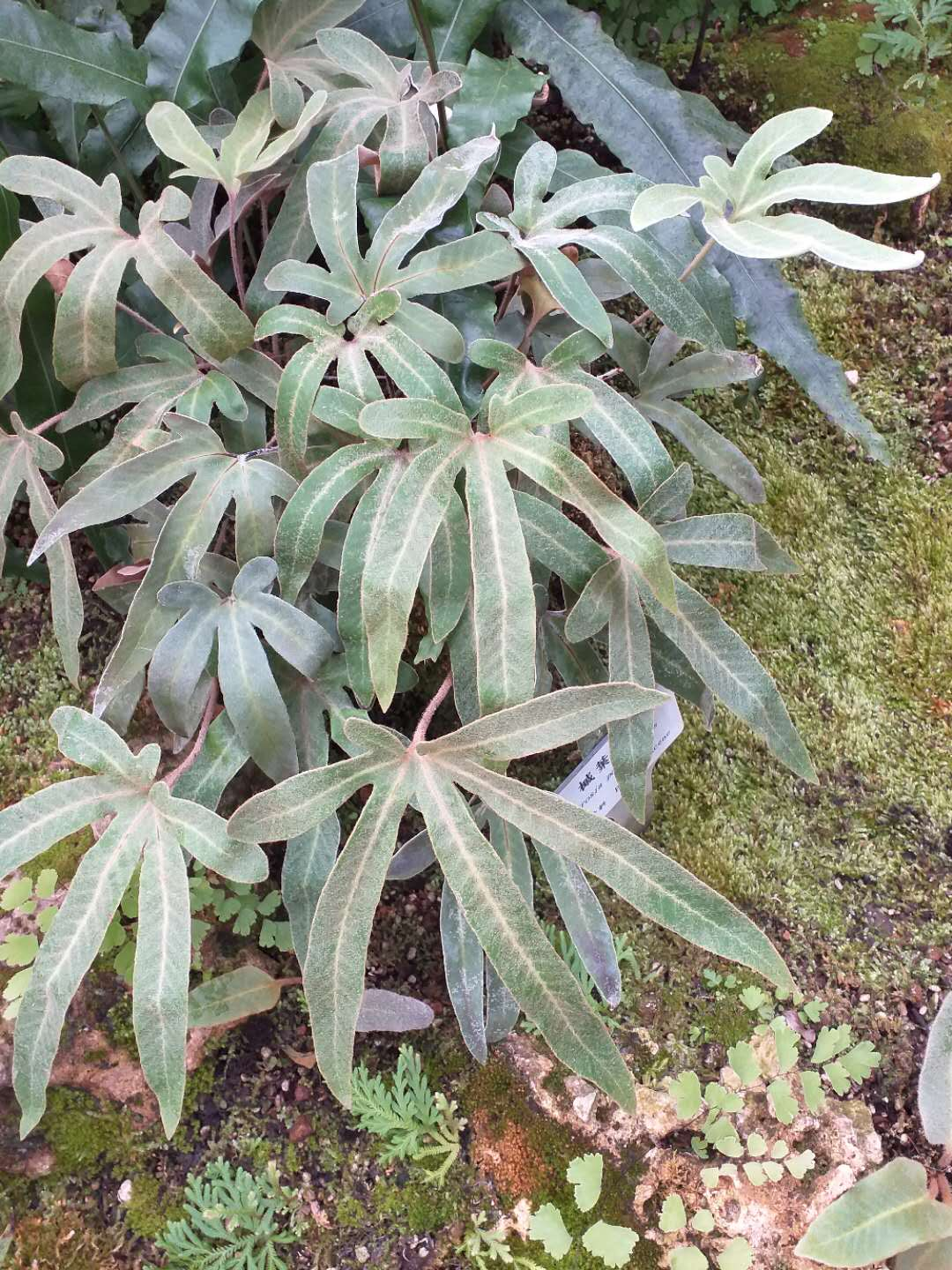

## Dottertaxa tillPyrrosia, i alfabetisk ordning[1]
- Pyrrosia abbreviata
- Pyrrosia africana
- Pyrrosia albicans
- Pyrrosia angustata
- Pyrrosia angustissima
- Pyrrosia assimilis
- Pyrrosia asterosora
- Pyrrosia avaratra
- Pyrrosia bonii
- Pyrrosia boothii
- Pyrrosia calvata
- Pyrrosia ceylanica
- Pyrrosia christii
- Pyrrosia confluens
- Pyrrosia costata
- Pyrrosia davidii
- Pyrrosia distichocarpa
- Pyrrosia drakeana
- Pyrrosia elaeagnifolia
- Pyrrosia ensata
- Pyrrosia fallax
- Pyrrosia flocculosa
- Pyrrosia foveolata
- Pyrrosia gardneri
- Pyrrosia hastata
- Pyrrosia heteractis
- Pyrrosia heterophylla
- Pyrrosia kinabaluensis
- Pyrrosia laevis
- Pyrrosia lanceolata
- Pyrrosia linearifolia
- Pyrrosia lingua
- Pyrrosia longifolia
- Pyrrosia macrocarpa
- Pyrrosia madagascariensis
- Pyrrosia mannii
- Pyrrosia matsudai
- Pyrrosia niphoboloides
- Pyrrosia nipponica
- Pyrrosia novoguineae
- Pyrrosia nuda
- Pyrrosia nummularifolia
- Pyrrosia oblanceolata
- Pyrrosia pannosa
- Pyrrosia penangiana
- Pyrrosia petiolosa
- Pyrrosia piloselloides
- Pyrrosia platyphylla
- Pyrrosia polydactyla
- Pyrrosia porosa
- Pyrrosia princeps
- Pyrrosia rasamalae
- Pyrrosia rhodesiana
- Pyrrosia rupestris
- Pyrrosia samarensis
- Pyrrosia schimperiana
- Pyrrosia serpens
- Pyrrosia sheareri
- Pyrrosia similis
- Pyrrosia sphaerosticha
- Pyrrosia splendens
- Pyrrosia stenophylla
- Pyrrosia stigmosa
- Pyrrosia stolzii
- Pyrrosia subfurfuracea
- Pyrrosia tonkinensis
- Pyrrosia tricholepis